# George Edwards
George Edwards (Londres, 3 de abril de 1694 — 23 de julho de 1773) foi um naturalista e ornitólogo inglês, conhecido como o "pai da ornitologia britânica".

## Carreira
Edwards nasceu em West Ham, então no condado de Essex. Em seus primeiros anos, ele viajou extensivamente pela Europa continental, estudando história natural, e ganhou reputação por seus desenhos coloridos de animais, especialmente pássaros. Ele foi nomeado como bedel do Royal College of Physicians em 1733.
Durante um período de 21 anos, Edwards publicou sete volumes contendo descrições e gravuras de pássaros coloridas à mão. Em alguns casos, ele retratou outros animais. Nenhuma das espécies era nativa das Ilhas Britânicas. Os primeiros quatro volumes foram publicados entre 1743 e 1751 com o título A Natural History of Uncommon Birds. Os três volumes subsequentes foram publicados entre 1758 e 1764 com o título Gleanings Of Natural History. Os volumes contêm um total de 362 gravuras coloridas à mão, das quais 317 representam pássaros. As gravuras foram todas desenhadas por Edwards. Ele numerou as placas consecutivamente através dos sete volumes.
Quando o naturalista sueco Carl Linnaeus atualizou seu Systema Naturae para a décima edição em 1758, ele listou um nome binomial para cada planta e animal. Para muitos dos pássaros, ele citou a descrição e ilustração em A Natural History of Uncommon Birds. Mais tarde, quando atualizou o Systema Naturae para a 12ª edição em 1766, citou as Gleanings of Natural History.
Edwards foi eleito membro da Royal Society em 1757. Ele nunca se casou e morreu aos 79 anos em 1773 em Plaistow, Essex.

## Trabalhos
- Edwards, George (1743). A Natural History Of Uncommon Birds : And Of Some Other Rare and Undescribed Animals. Part I. London: Printed for the author at the College of Physicians
- Edwards, George (1747). A Natural History Of Uncommon Birds : And Of Some Other Rare and Undescribed Animals. Part II. London: Printed for the author at the College of Physicians
- Edwards, George (1750). A Natural History Of Uncommon Birds : And Of Some Other Rare and Undescribed Animals. Part III. London: Printed for the author at the College of Physicians
- Edwards, George (1751). A Natural History Of Uncommon Birds : And Of Some Other Rare and Undescribed Animals. Part IV. London: Printed for the author at the College of Physicians
- Edwards, George (1745–1751). Histoire Naturelle de Divers Oiseaux (em francês). Parties I–IV. Traduzido por Durand, David. London: Imprimé pour l'auteur, au Collége des Medecins
- Edwards, George (1758). Gleanings Of Natural History : Exhibiting Figures Of Quadrupeds, Birds, Insects, Plants &C., Most Of Which Have Not, Till Now, Been Either Figured Or Described (em inglês e francês). Part I. London: Printed for author at the Royal College of Physicians
- Edwards, George (1760). Gleanings Of Natural History : Exhibiting Figures Of Quadrupeds, Birds, Insects, Plants &C., Most Of Which Have Not, Till Now, Been Either Figured Or Described (em inglês e francês). Part II. London: Printed for author at the Royal College of Physicians
- Edwards, George (1764). Gleanings Of Natural History : Exhibiting Figures Of Quadrupeds, Birds, Insects, Plants &C., Most Of Which Have Not, Till Now, Been Either Figured Or Described (em inglês e francês). Part III. London: Printed for author at the Royal College of Physicians
- Edwards, George (1770). Essays upon Natural History, and other miscellaneous subjects. London: Printed for J. Robson